# バーモント・ヤンキー原子力発電所

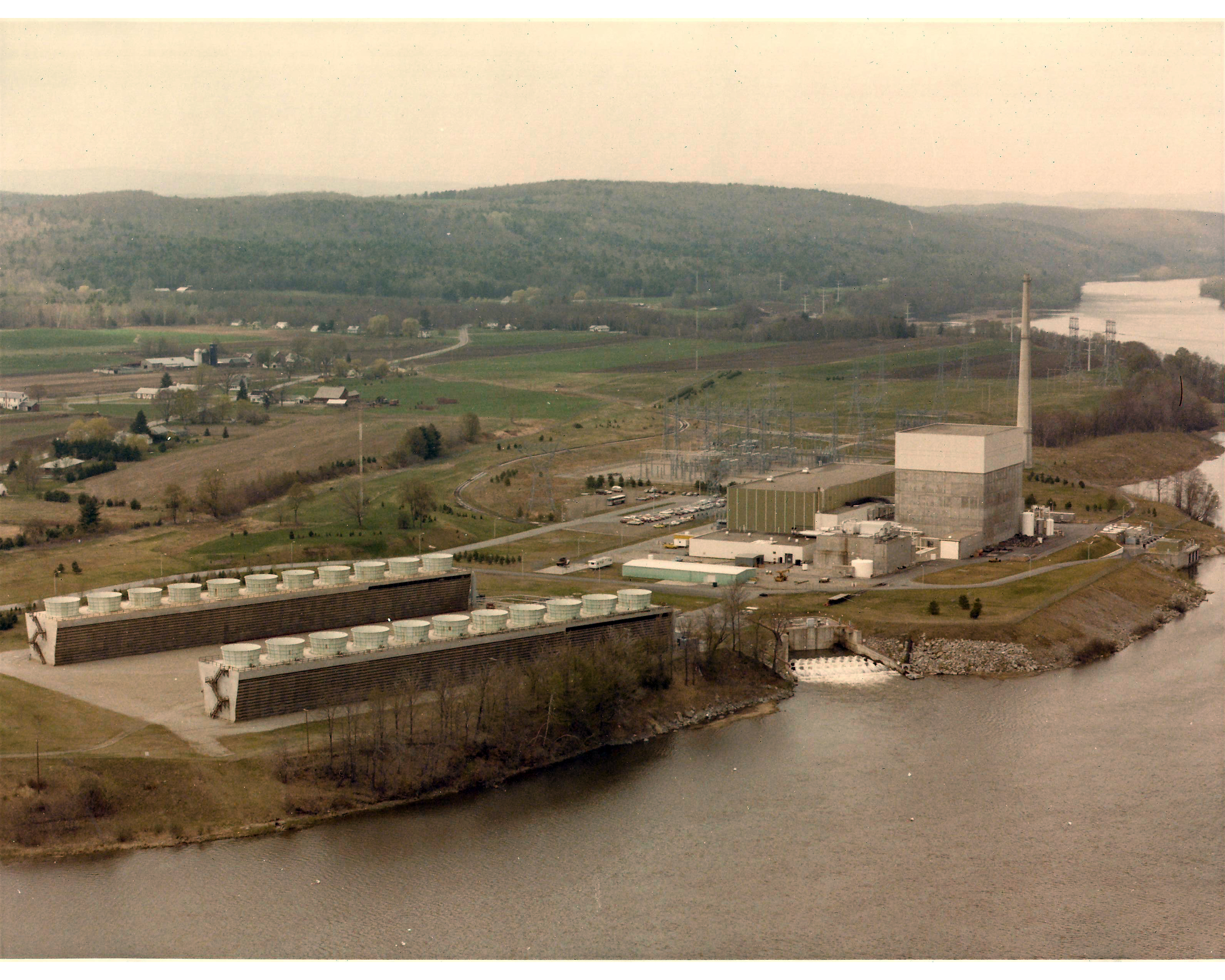
バーモント・ヤンキー原子力発電所

バーモント・ヤンキー原子力発電所（バーモント・ヤンキーげんしりょくはつでんしょ Vermont Yankee Nuclear Power Plant）は、アメリカ合衆国バーモント州ウィンダム郡に存在する原子力発電所。2014年に運転停止、廃炉に向けた作業が行われている。

## 概要
1972年完成、1973年2月28日運転開始。ゼネラルエレクトリック製の沸騰水型原子炉による発電所で、民間電力会社であるエンタジー社が65万kwの電力を供給した。

## 運転停止まで
バーモント・ヤンキー原子力発電所は、原子炉1基による発電所であり、ランニングコストで見劣りする存在であった。2008年、エンタジー社は原子力発電所を分社化しようと模索したが、原子力の規制上の理由で頓挫した。その後、原子力発電所の免許更新時期が近付いたことからアメリカ原子力規制委員会へ更新を申請。2011年3月に2032年までの免許更新は認められたが、福島第一原子力発電所事故の直後であったこと、同発電所と同じ沸騰水型原子炉、同じ原子炉格納容器Mark1を使用していたことなどがバーモント州議会や原子力発電所否定論者から懸念されるようになり、稼働に反対する意見が見られるようになった。エンタジー社は、稼働に反対意見や動きに抵抗したものの、一方でシェールガス革命が進行した影響により火力発電所のランニングコストが数年で半額程度になっており、コスト高の旧式原子力発電所を維持するメリットが見いだせない状況になってきた。2013年、エンタジー社はコスト高を理由にバーモント・ヤンキー原子力発電所の停止を発表し、2014年12月には実際に運転を停止させている。